# Sunshine Village
Sunshine Village är en vintersportort i Alberta i Kanada, belägen vid Kanadensiska Klippiga bergen. Orten är en av tre större skidorter i Banff National Park.

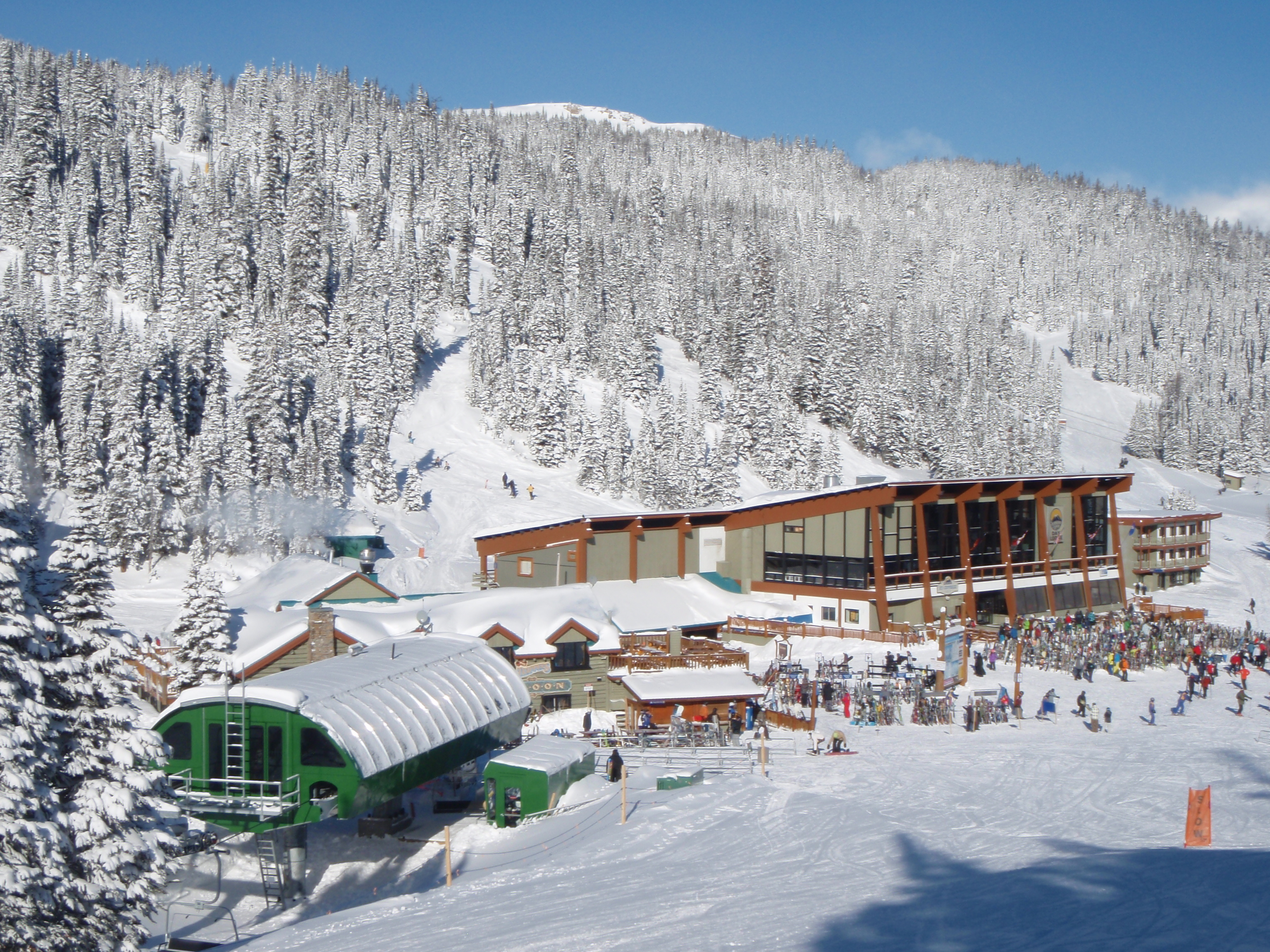
Lodge och liftstation.
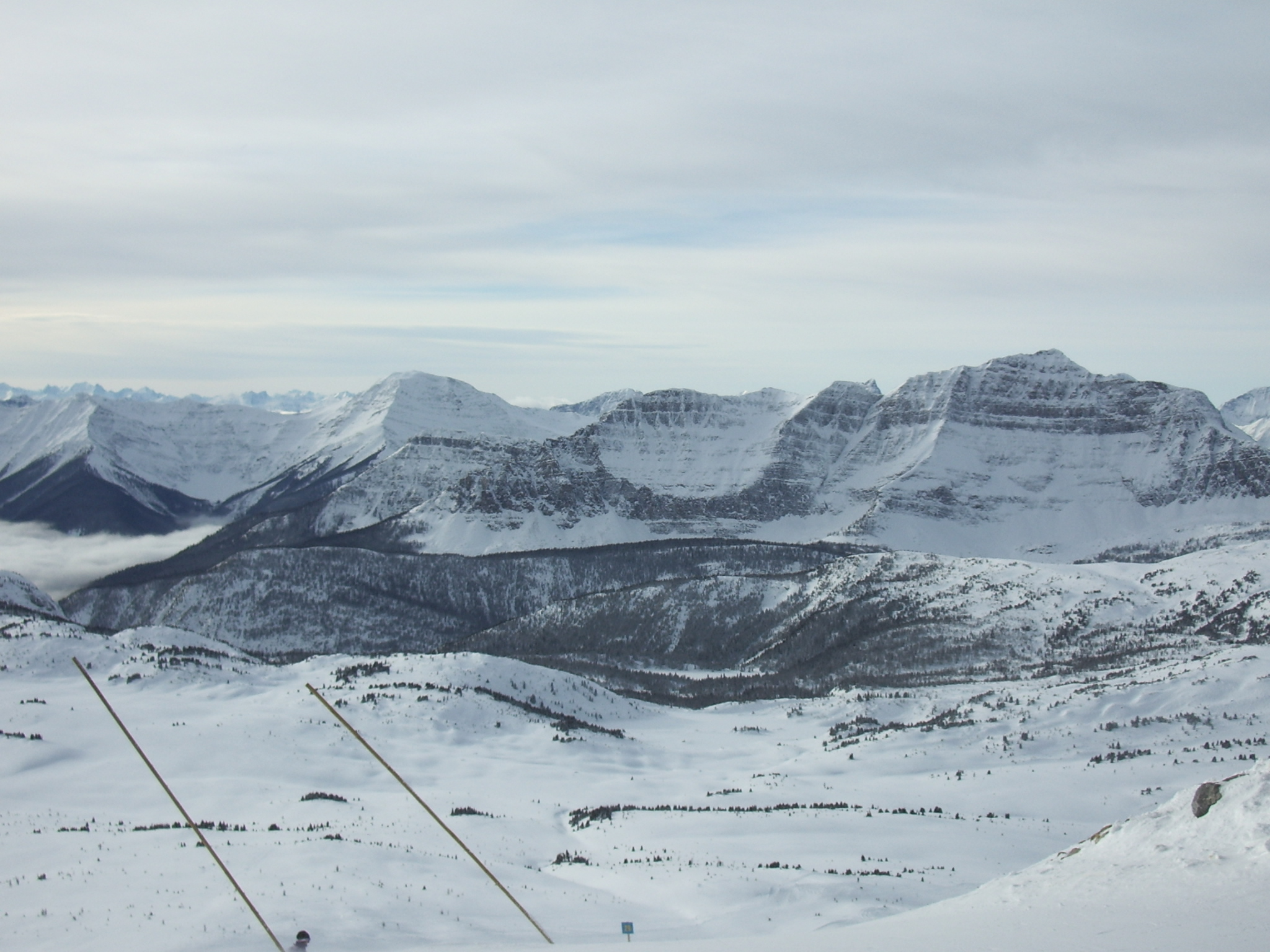
Utsikt över omgivande berg.
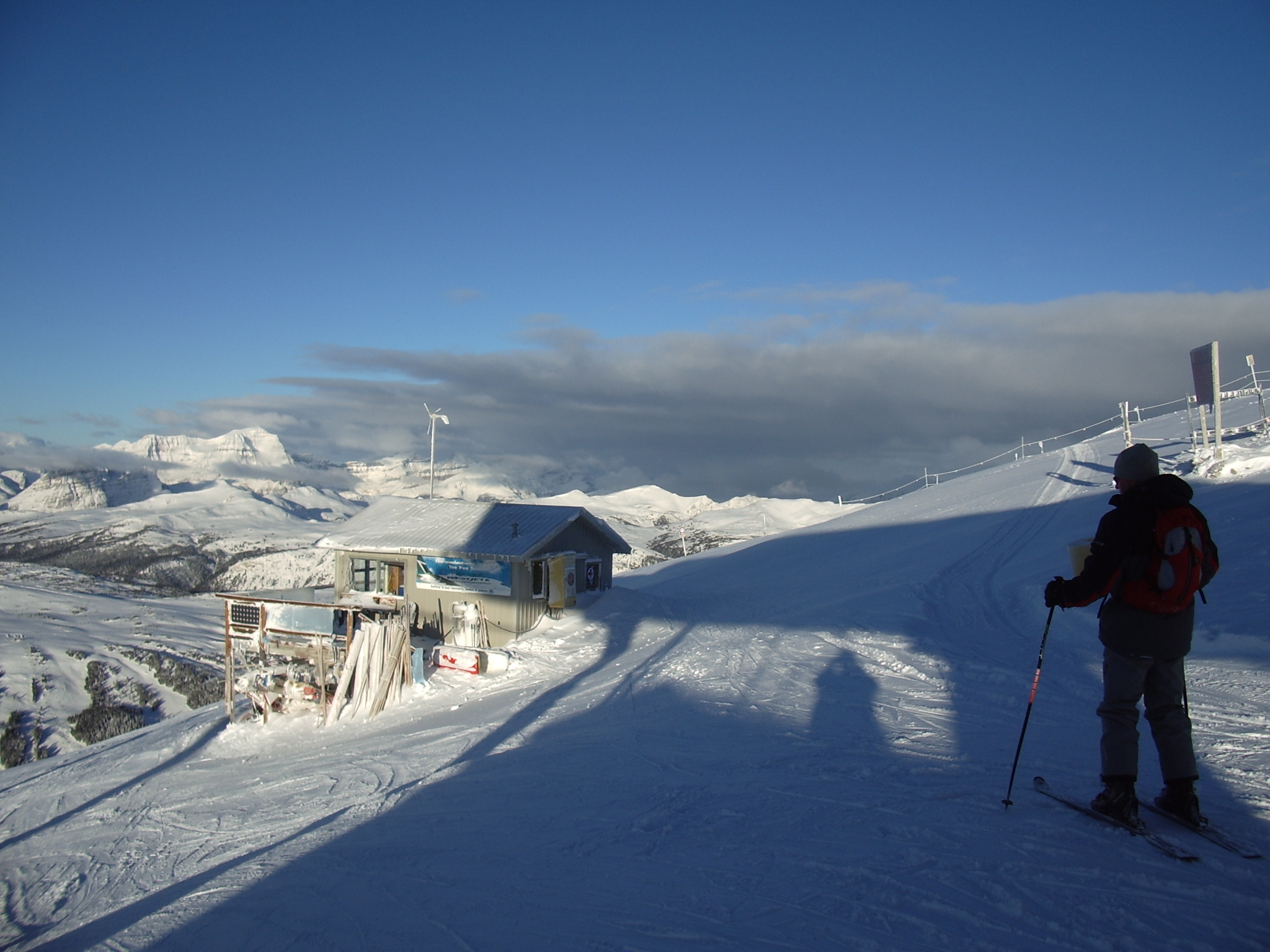
Skidåkare i Sunshine Village.

### Fotnoter
1. ↑  http://www.britishairways.com/travel/ski-holidays-lake-louise/public/en_gb